# Lachelle
Lachelle – miejscowość i gmina we Francji, w regionie Hauts-de-France, w departamencie Oise.
Według danych na rok 1990 gminę zamieszkiwały 522 osoby, a gęstość zaludnienia wynosiła 58 osób/km² (wśród 2293 gmin Pikardii Lachelle plasuje się na 518. miejscu pod względem liczby ludności, natomiast pod względem powierzchni na miejscu 530.).